# Sago (Burkina Faso)
Pour les articles homonymes, voir Sago.
Sago est une commune située dans le département de Tenkodogo de la province de Boulgou dans la région du Centre-Est au Burkina Faso.